# Ctenomys coyhaiquensis
Туко-туко кояїкський (Ctenomys coyhaiquensis) — вид гризунів родини тукотукових, який зустрічається в двох невеликих місцях проживання у чилійському регіоні Айсен: в провінції Кояіку й провінції Хенераль-Каррера.